# Bert Sas
Gijsbertus Jacobus (Bert) Sas (* 1. August 1892 in Leeuwarden; † 20. Oktober 1948 in Schottland) war niederländischer Militärattaché in Berlin zur Zeit des deutschen Überfalls auf die Niederlande im Mai 1940.

## 1892–1928
Sas war das jüngste von drei Kindern des Lieutenant Colonel Gijsbertus Jacobus Sas. 1910 trat er als Schüler in die Königliche Militärakademie in Breda ein. 1917 wurde er zum Leutnant 1. Klasse befördert und heiratete im selben Jahr Maria Johanna van der Minne. Von 1923 bis 1926 besuchte er den Lehrgang für Stabsoffiziere an der Höheren Kriegsschule. 1928 wurde er zum Major befördert.

## Militärattaché in Berlin
1936 und 1937 war Major Sas niederländischer Militärattaché in Berlin. Zehn Tage im Monat verbrachte er dort, die anderen Tage des Monats hielt er sich in Den Haag auf. 1938 wurde Sas nach Den Haag zurückbeordert, wo er die rechte Hand des niederländischen Oberbefehlshabers, General Izaäk Reijnders, als Chef der Operationsabteilung war.
Im März 1939, nach der Errichtung des Protektorats Böhmen und Mähren, wurde er wegen seiner guten deutschen Kontakte erneut als Militärattaché nach Berlin entsandt, wo er unverzüglich seine Freundschaft mit Oberst Hans Oster, den er 1936 in Berlin kennengelernt hatte, wieder aufleben ließ. Oster ließ Sas viele wichtige Informationen zukommen. Ende August 1939 konnte Sas daher die niederländische Regierung informieren, dass der deutsche Überfall auf Polen unmittelbar bevorstehe.
Im September 1939 erhielt Sas, inzwischen Oberst, von Oster den Hinweis, dass die Neutralität der Niederlande und auch Belgiens bei einem deutschen Angriff im Westen nicht unversehrt bleiben würde. Am Abend des 8. Oktober 1939 ließ Hans Oster seinen Fahrer Franz-Maria Liedig auf dem Weg zu seiner Wohnung bei Sas halten. Als Oster nach wenigen Minuten aus Sas' Haus kam und wieder neben Liedig Platz genommen hatte, sagte er, er habe soeben „Landesverrat“ begangen, weil er den geplanten deutschen Angriffstermin im Westen verraten habe. Im Herbst und Winter 1939/1940 wurde der deutsche Angriffstermin, über den Oster ihn jedes Mal in Kenntnis setzte, neunundzwanzigmal verschoben, worunter die Glaubwürdigkeit von Sas und die seiner Quelle bis zum Beginn des tatsächlichen deutschen Angriffs am 10. Mai 1940 litt. General Reynders verwarf alle Warnungen, die Sas seit Ende September 1939 an ihn richtete. Er konnte sich nicht vorstellen, dass die Deutschen die Absicht haben könnten, sein Land anzugreifen. Reynders stand mit dieser Ansicht nicht allein da. Die meisten Niederländer, selbst in Regierungskreisen, glaubten, dass sich das „Wunder von 1914“ (Neutralität der Niederlande) wiederholen werde. Sas’ Beziehungen zu General Reynders, bis dahin ausgezeichnet, waren seit dem Augenblick getrübt, als er diesem schlechte Nachrichten übermittelte. Der Oberbefehlshaber glaubte nicht ein Wort von dem, was Sas ihm aus Berlin meldete. Der niederländische Geheimdienst, den der Oberst im Generalstab J.G.M. van de Plassche leitete, war der gleichen Ansicht wie Reynders. Die Warnungen des Majors Sas fügten sich schlecht in die Gesamtheit der Nachrichten ein, die Reynders bis dahin erhalten hatte.
Am 3. April 1940 informierte Oster Sas darüber, dass am 9. April Dänemark und Norwegen von deutschen Truppen angegriffen würden. Sas informierte mit einem codierten Telegramm die niederländische Regierung.
Oster informierte Sas auch richtig über den tatsächlichen Beginn des Westfeldzuges. Er wies Sas mit Nachdruck darauf hin, dass die Maas-Brücken bei Maastricht verstärkt werden müssten, und verabschiedete sich mit den Worten: „Mein lieber Freund, jetzt ist es wirklich aus. Es sind keine Gegenbefehle gegeben. Das Schwein ist abgefahren zur Westfront, jetzt ist es wirklich endgültig aus. Hoffentlich sehen wir uns nach diesem Krieg wieder.“ Sas informierte zuerst den belgischen Attaché Goethals in Berlin und dann die Regierung in Den Haag. 
Nach dem Sieg über Frankreich teilte das Forschungsamt Canaris mit, der Angriffstermin des Westfeldzuges sei vermutlich von einem deutschen Offizier in der Abwehr verraten worden. Die Abhörstellen im Forschungsamt hatten das Telefongespräch des Oberst Sas mit Den Haag am Vorabend des Angriffs aufgezeichnet. Der Verdacht fiel mittelbar auf Oster, wurde aber nicht weiter verfolgt, weil Canaris die weitere Untersuchung an sich zog und schließlich unter hohem Risiko abbrach, obwohl sich Hitler selber der Sache angenommen hatte und Canaris beauftragt hatte, zusammen mit Heydrich den Fall aufzuklären.

## London und Washington
Nach dem deutschen Angriff auf die Niederlande gelangte Sas von Berlin über die Schweiz nach London. Dort musste er sich gegen Gerüchte zur Wehr setzen, er sei von den Deutschen „umgedreht“ worden, was ihm, auch mit Hilfe seiner guten Beziehung zu Königin Wilhelmina, erfolgreich gelang. Er nahm danach ein militärisches Kommando in Kanada an.
Nach dem Krieg wurde er zum Generalmajor befördert und niederländischer Militärattaché in Washington.
Sas starb 1948 bei einem Flugzeugabsturz in Schottland.